# Копришница
Копришница (на македонска литературна норма: Копришница) е село в Северна Македония, в Община Демир Капия.

## География
Селото е разположено в Демир Капията южно от самия град Демир Капия.

## История
В XIX век Копришница е неголямо изцяло българско село в Тиквешка кааза на Османската империя. Според статистиката на Васил Кънчов („Македония. Етнография и статистика“) от 1900 г. Копришница е има 155 жители всички българи християни.
Църквата „Свети Георги“ е от 1928 година и не е изписана.
При избухването на Балканската война 2 души от Копришница са доброволци в Македоно-одринското опълчение.
Според преброяването от 2002 година селото е обезлюдено.

## Личности
Родени в Копришница
- Дело Коприщки, български революционер, деец на ВМОРО, загинал преди 1918 г.[6]